# Paris Mountain State Park
Il Paris Mountain State Park (in lingua inglese:Parco statale della Paris Mountain) è situato 8 km a nord di Greenville, nello Stato americano della Carolina del Sud.
Il parco, che si estende su di un'area di 6 km2, fu istituito nel 1930, durante la Grande depressione, dai Civilian Conservation Corps (CCC).

## Storia
Il nome del parco deriva dalla deformazione del nome dell'irlandese Richard Pearis, primo abitante bianco che nel 1765 si insediò in quest'area originariamente abitata dai nativi americani della tribù dei Cherokee. Dopo aver sposato una donna cherokee, egli cominciò ad acquistare dagli indiani nuovi appezzamenti di terreno fino a estendere la sua proprietà su 26 km2. Gradualmente il nome del proprietario, modificato in Paris, fu utilizzato per identificare l'area e il monte che è la sua principale caratteristica geografica.

## Paris Mountain
La Paris Mountain, il monte che dà il nome al parco, è un monadnock, cioè una montagna che si innalza isolata rispetto al terreno circostante, situata nella regione del Piedmont. Il monte si innalza fino a 610 m, elevandosi rispetto al plateau circostante da cui si stagliano anche altri monadnock.

## Clima
Il clima dell'area è umido e subtropicale. La temperatura media è di 18 °C. Il mese più caldo è luglio con 28 °C e il mese più freddo è gennaio con 6 °C.
La piovosità media è di 1.566 millimetri all'anno. Il mese più umido è luglio con 223 mm di pioggia, mentre il più secco è ottobre con 65 mm.